# Volby prezidenta Republiky Slovinsko 2012
Volby prezidenta Republiky Slovinsko se konaly ve dvou kolech: první proběhlo 11. listopadu 2012, druhé 2. prosince 2012. Ve druhém kole byl zvolen Borut Pahor. Volební účast v prvním kole byla 48,41 %, ve druhém 42,41 %.

## Kandidáti
Ve volbách kandidovali:
1. Borut Pahor – politik, svého času nejmladší člen Ústředního výboru Svazu komunistů Slovinska, poté poslanec, místopředseda a předseda Státního shromáždění, europoslanec a v letech 2008 až 2012 slovinský premiér;[2] ve volbách ho podporovali Sociální demokraté a Občanská kandidátka[2][3]
2. Danilo Türk – právník a diplomat, v roce 1992 se stal prvním slovinským velvyslancem při Organizaci spojených národů, činnost v diplomacii ukončil v roce 2007, kdy byl jako nezávislý zvolen slovinským prezidentem; ve volbách v roce 2012 byl podporován Pozitivním Slovinskem a DeSUSem[4]
3. Milan Zver – akademický pracovník a politik, spolupracovník Jože Pučnika, poté působil ve Slovinské demokratické straně, za kterou zastával funkci ministra v první Janšově vládě, posléze europoslanec;[5] kandidát Slovinské demokratické strany a Nového Slovinska[3]

## Předvolební průzkumy
| Datum průzkumu | Průzkum                               | Reprezentativní vzorek | Danilo Türk | Borut Pahor | Milan Zver | Nerozhodnutí | Náskok  |         |
| -------------- | ------------------------------------- | ---------------------- | ----------- | ----------- | ---------- | ------------ | ------- | ------- |
| 27.-29.11.     | Delo                                  | 786                    | 24%         | 55%         | -          | 21%          | 31%     |         |
| 26.-28.11.     | Fakulta sociálních věd/Slovenian beat | 903                    | 17,2%       | 53,6%       | -          | 29,1%        | 36,4%   |         |
| 24.–27.11.     | Planet SiOL.net                       | 927                    | 28.9%       | 71.1%       | -          | -            | 42.2%   |         |
| 23.–25.11.     | Planet SiOL.net                       | 930                    | 31%         | 69%         | -          | -            | 38%     |         |
| 20.–22.11.     | Ninamedia/Dnevnik                     | 700                    | 31,6%       | 53,1%       | -          | 15,3%        | 21,5%   |         |
| 12.–20.11.     | Planet SiOL.net                       | 526                    | 31.9%       | 68.1%       | -          | -            | 36.2%   |         |
| 12.–15.11.     | Delo                                  | 645                    | 27%         | 62%         | -          | 11%          | 35%     |         |
| 11.11.         | 1. kolo                               | 1. kolo                | 1. kolo     | 1. kolo     | 1. kolo    | 1. kolo      | 1. kolo | 1. kolo |
| 5.–8.11.       | Mediana Institute/RTV Slovenija       | 616                    | 30%         | 25%         | 17%        | 28%          | 5%      |         |
| 5.–8.11.       | Delo                                  | 621                    | 44%         | 31%         | 25%        | -            | 13%     |         |
| 5.–7.11.       | Fakulta sociálních věd/Slovenian beat | 916                    | 28.5%       | 30.7%       | 14.2%      | 26.6%        | 2.2%    |         |
| 5.–7.11.       | RM Plus/Večer                         | 700                    | 24.8%       | 21.4%       | 16.6%      | 37.2%        | 3.4%    |         |
| 5.–7.11.       | Delo                                  | 817                    | 33%         | 27%         | 18%        | 22%          | 6%      |         |
| 6.11.          | Ninamedia/Dnevnik                     | 600                    | 33,5%       | 25,5%       | 17%        | 24%          | 8%      |         |
| 26.–30.10.     | Mediana Institute/RTV Slovenija       | 611                    | 36%         | 24%         | 14%        | 26%          | 12%     |         |
| 24.–25.10.     | Delo                                  | 407                    | 43%         | 20%         | 13%        | 24%          | 23%     |         |
| 22.–24.10.     | RM PLUS/Večer                         | 700                    | 29%         | 16,6%       | 15%        | 39,4%        | 12,4%   |         |
| 16.–18.10.     | Vox populi/Dnevnik, POP TV            | 700                    | 51%         | 23%         | 20%        | 16%          | 28%     |         |
| 10.–16.10.     | Episcenter/TSMedia                    | 1 005                  | 46%         | 25%         | 21%        | 8%           | 21%     |         |
| 8.–10.10.      | Delo                                  | 700                    | 46%         | 24%         | 16%        | 14%          | 22%     |         |

## Volby
V prvním kole volby, jež se uskutečnilo dne 11. listopadu 2012, bylo oprávněno volit 1 711 768 voličů, z nichž se voleb zúčastnilo 828 752, tedy 48,41%. Z tohoto počtu bylo 10 852 hlasů (1,30%) neplatných.
Volební výsledek jednotlivých kandidátů:
1. Borut Pahor: 326 006 hlasů, tedy 39,87% hlasů,
2. Danilo Türk: 293 429 hlasů, tedy 35,88% hlasů,
3. Milan Zver: 198 337 hlasů, tedy 24,25% hlasů.[1]

Do druhého kola tak postoupili kandidáti Pahor a Türk. Ve druhém kole volby, které se uskutečnilo 2. prosince 2012, bylo oprávněno volit 1 711 461 voličů, z nichž se voleb zúčastnilo 725 768, tedy 42,41%. Z tohoto počtu bylo 14 870 (2,05%) neplatných.
Ve druhém kole obdržel:
1. Borut Pahor: 478 859 hlasů, tedy 67,37% hlasů,
2. Danilo Türk: 231 971 hlasů, tedy 32,63% hlasů.[1]

Dne 14. prosince 2012 Státní volební komise potvrdila, že prezidentem byl ve druhém kole zvolen Borut Pahor.